# ریچارد مول
چارلز ریچارد مول (متولد ۱۹۴۳ ژانویه ۱۳) بازیگر و دوبلور آمریکایی است که بیشتر برای بازی در مجموعه تلویزیونی طنز دادگاه شب از شبکه ان بی سی شناخته می‌شود. وی همچنین با استفاده از صدای عمیق خود در نقش شخصیت‌های شرور در انیمیشن‌ها و بازی‌های ویدئویی گویندگی می‌کند.
از فیلم‌ها یا برنامه‌های تلویزیونی که وی در آن نقش داشته‌است، می‌توان به اسلج همر!، کاسپر با وندی ملاقات می‌کند، اما من، کانتری سخت، ماه دروغگو، طعنه‌آمیز و تعصب، طوفان فلزی و اسلحه پر ۱ اشاره کرد.